# Papa-mel-de-nuca-branca-oriental
O papa-mel-de-nuca-branca-oriental (Melithreptus lunatus) é uma ave passeriforme da família dos melifagídeos, nativa do leste da Austrália. Estudos demonstraram que as aves do sudoeste da Austrália pertencem a uma espécie distinta, o papa-mel-de-nuca-branca-ocidental [en], enquanto as do leste estão mais próximas do papa-mel-de-cabeça-preta (Melithreptus affinis) da Tasmânia. Faz parte de um grupo de melifagídeos de cabeça preta do gênero Melithreptus e habita florestas secas de esclerófilas com eucaliptos. Sua dieta é composta principalmente por néctar de várias flores, complementada por insetos.

## Taxonomia
O papa-mel-de-nuca-branca-oriental foi descrito originalmente como Certhia lunata pelo ornitólogo francês Louis Pierre Vieillot em 1802. O epíteto específico vem do latim luna, que significa "lua", referindo-se à marca branca em forma de crescente na nuca. Pertence ao gênero Melithreptus, que inclui várias espécies de tamanho semelhante e, exceto pelo papa-mel-de-cabeça-castanha, com aparência de cabeça preta, dentro da família dos melifagídeos. Seu parente mais próximo fora do gênero é o bem maior, mas igualmente marcado, papa-mel-de-faces-azuis [en]. Análises recentes de DNA revelaram que os melifagídeos estão relacionados às famílias Pardalotidae, Acanthizidae e Maluridae na ampla superfamília Meliphagoidea.
O papa-mel-de-nuca-branca-ocidental, encontrado no sudoeste da Austrália Ocidental, foi inicialmente descrito como espécie distinta por John Gould em 1844, antes de ser reclassificado como subespécie do papa-mel-de-nuca-branca-oriental por muitos anos. No entanto, um estudo molecular de 2010 mostrou que ele divergiu antes da separação das populações do leste da Austrália em papa-mel-de-nuca-branca-oriental e papa-mel-de-cabeça-preta.
"Papa-mel-de-nuca-branca-oriental" é o nome comum oficial designado pela International Ornithologists' Union.

## Descrição
Com tamanho médio, medindo entre 13 e 15 cm de comprimento, o papa-mel-de-nuca-branca-oriental tem a parte superior verde-oliva e a inferior branca, com cabeça, nuca e garganta pretas, uma mancha vermelha sobre o olho e uma marca branca em forma de crescente na nuca. É mais esguio que outras espécies semelhantes. Os filhotes possuem coroas acastanhadas e a base do bico alaranjada. Seu chamado é um mjerp mjerp.

## Ecologia
Habita florestas e bosques de eucaliptos esclerófilos. Sua dieta é composta principalmente por néctar de diversas flores, suplementada por insetos e outros invertebrados.
O papa-mel-de-nuca-branca-oriental pode nidificar de julho a dezembro, reproduzindo-se uma ou duas vezes nesse período. O ninho é uma tigela de paredes grossas feita de gramíneas e pedaços de casca, construída na forquilha de uma árvore alta, geralmente um eucalipto. São postos dois ou três ovos, com 18 x 14 mm, brilhantes, de cor rosa-bege e com poucas manchas vermelho-acastanhadas.